# Касаґрандес
«Касаґрандес» (англ. The Casagrandes) — американський мультсеріал, прем'єра якого відбулася 14 жовтня 2019 року на телеканалі Nickelodeon. Цей серіал є спін-офом мультсеріалу «Гучний дім».

## Сюжет
Мультсеріал «Касаґрандес» повідає історію життєрадісної дівчинки на ім'я Ронні Енн, найкращої подруги Лінкольна Лауда, і її старшого брата Боббі Сантьяго — хлопця Лорі Лауд. Ронні Енн, Боббі і їхня сім'я переїдуть у велике місто, де їм належить освоїтися, відкрити власну справу і знайти нових друзів. Звикаючи до життя на новому місці, члени сім'ї Сантьяго зіткнуться з низкою ситуацій, вийти з яких вони зможуть лише спільно.

## Персонажі
- Рональда «Ронні» Енн Сантьяго (озвучує Ізабелла Альварес[en]) — молодша сестра Боббі, близька подруга Лінкольна. Любить кататися на скейтборді, грати у відеоігри і жартувати. На ній фіолетовий светр, джинсові шорти, біла майка, фіолетові туфлі і рожеві шкарпетки.
- Роберто Алехандро Мартінез Міллан Луїс «Боббі» Сантьяго-молодший (озвучує Карлос Пена) — старший брат Ронні Енн, хлопець Лорі. Він носить сині джинси, коричневі туфлі, чорний пояс, кремову футболку і зелену сорочку поверх неї. В даний час він працює в сімейному бакалії касиром і продавцем.
- Марія Касаґрандес-Сантьяго (озвучує Сумалі Монтано) — мати Ронні Енн і Боббі, медсестра, дочка Гектора, тітка Карлітоса. Розлучена, колишній чоловік Артуро працює в Перу.
- Роза Касаґрандес (озвучує Соня Манзано) — бабуся Ронні Енн і Боббі, мати Марії і Карлоса. Вона є матріархом родини Касагранде та керівницею їхнього житлового будинку.  Досвідчена кухарка і використовує різні домашні засоби, щоб лікувати людей і відганяти духів.
- Гектор Касаґрандес (озвучує Рубен Гарфіас) — дідусь Ронні Енн і Боббі, батько Марії і Карлоса. Володіє бакалією на першому поверсі сімейного БАГАТОКВАРТИРНОГО БУДИНКУ. Любить пліткувати і вміє грати на гітарі.
- Карлос Касаґрандес (озвучує Карлос Алазракі) — дядько Ронні Енн і Боббі, брат Марії і син Рози і Гектора. Працює професором у місцевому університеті.
- Фріда Касаґрандес (озвучує Роксана Ортега) — тітка Ронні Енн, Боббі і дружина Карлоса. Вона-завзята художниця і фотографиня.
- Карлота Касаґрандес (озвучує Алекса Вега) — старша з дітей Карлоса і Фріди, їх єдина дочка і двоюрідна сестра Боббі і Ронні Енн. Вона прихильниця вінтажної моди, блогерка.
- Карліно «Карл» Касаґрандес (озвучує Алекс Касарес) — другий за віком з дітей Карлоса і Фріди і двоюрідний брат Боббі і Ронні Енн. Виношує безліч різних хитромудрих схем.
- Карлос «Сі Джей» Касаґрандес (озвучує Джаред Козак) — другий за старшинством і старший хлопчик з дітей Карлоса і Фріди, тому двоюрідний брат Боббі і Ронні Енн. Він народився з синдромом Дауна.
- Карлітос Касаґрандес (озвучує Роксана Ортега, пізніше Христина Міліція) — молодший з дітей Карлоса і Фріди і двоюрідний брат Ронні Енн. У нього руде волосся і він схильний наслідувати оточуючих.
- Серхіо (озвучує Карлос Алазракі) — червоний папуга ара. У нього зухвалий характер, і він діє як будильник.

## Виробництво
6 березня 2018 року Nickelodeon оголосив, що почав роботу над спін-офом мультсеріалу «Гучний дім» під назвою «Касагранде».
2 липня 2018 року було оголошено, що в 1 сезоні буде 20 серій.
14 лютого 2019 року Nickelodeon заявив, що прем'єра «Касагранде» буде в жовтні того ж року.
7 травня 2019 року було оголошено, що до озвучування серіалу приєднаються такі актори, як Еухеніо Дербес, Кен Чжон, Мелісса Джоан Гарт, Лія Мей Голд і Лексі Секстон. Виконавчим продюсером виступить Майкл Рубінер, а продюсером — Карен Малах.
4 вересня 2019 року стало відомо, що прем'єра серіалу відбудеться 14 жовтня 2019 року.
19 лютого 2020 року було оголошено, що серіал продовжений на другий сезон, що складається з 20 серій. Прем'єра 2 сезону відбулася 9 жовтня 2020 року.
24 вересня 2020 року серіал був продовжений на 3 сезон.
30 вересня 2022 року вийшла фінальна серія. Мультсеріал закінчився.

## Показ в Україні
З 2023 року мультсеріал «Касаґрандес» транслюється українською мовою на телеканалі Nickelodeon. 22 червня 2023 стало відомо, що новий телеканал Nickelodeon з україномовним контентом буде запущено «1+1 media» спільно з Paramount Global. Про це повідомила пресслужба «1+1 media».